# Huber Godoy
Huber Godoy (Sancti Spíritus, 29 luglio 1998) è un ginnasta cubano vincitore della medaglia di bronzo nella sbarra ai Giochi panamericani di Lima 2019.

## Palmarès
- Giochi panamericani

Lima 2019: bronzo nella sbarra;